# Gasteracantha mediofusca
Gasteracantha mediofusca là một loài nhện trong họ Araneidae.
Loài này thuộc chi Gasteracantha. Gasteracantha mediofusca được Carl Ludwig Doleschall miêu tả năm 1859.